# Rescue Svante G

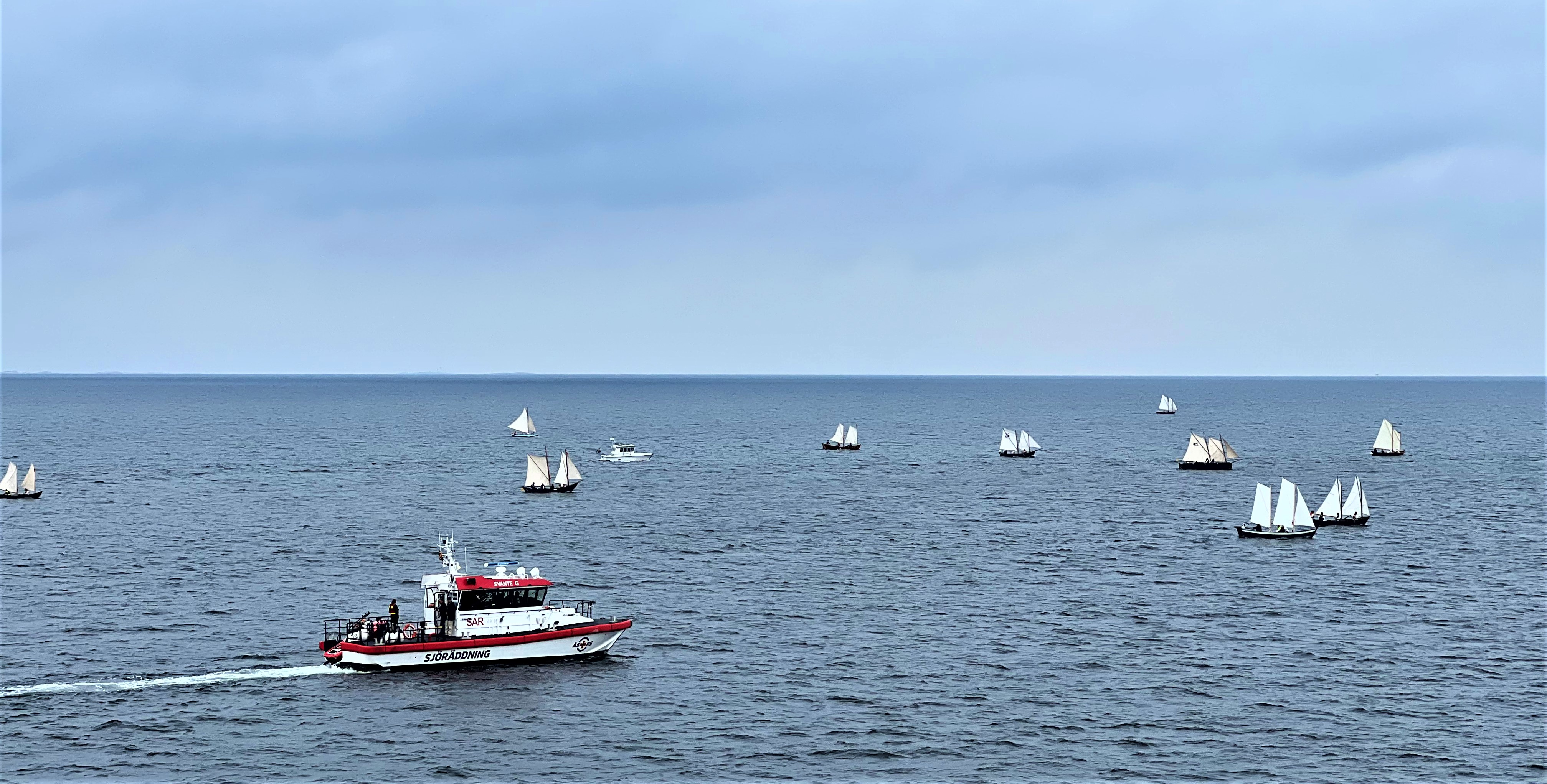
Rescue Svante G med deltagare i Postrodden utanför Grisslehamn, 2022

Rescue Svante G är ett åländskt sjöräddningsfartyg, som tillhör Ålands Sjöräddningssällskap och är stationerad på Mariehamns sjöräddningsstation.
Rescue Svante G har sitt namn efter Svante G Svensson (död 2009), som var en av initiativtagarna till Ålands Sjöräddningssällskap 1966. Hon byggdes av Uudenkaupungin Työvene i Nystad i Finland, levererades 2012 och ersatte då Rescue Paf, en 16,12 meter lång båt i aluminium, byggd av Alandia Yards i Mariehamn 1994.
Fartyget är utrustat med en kraftig brandpump, bårar och förstahjälputrustning, syrgas för sjukvårdsbruk samt bogseringstrossar. Hon har akteröver ombord en rescuerunner vattenscooter med ramp.  
Under hösten 2024 gjordes en MLU (Mid Life Upgrade) hos Marine Alutech i Tykö, Finland där bl.a. båten utrustades med 2st nya motorer 2x1150 hk, tot 2300 hk, ny toppfart 45 knop)